# Romanowskie Skałki

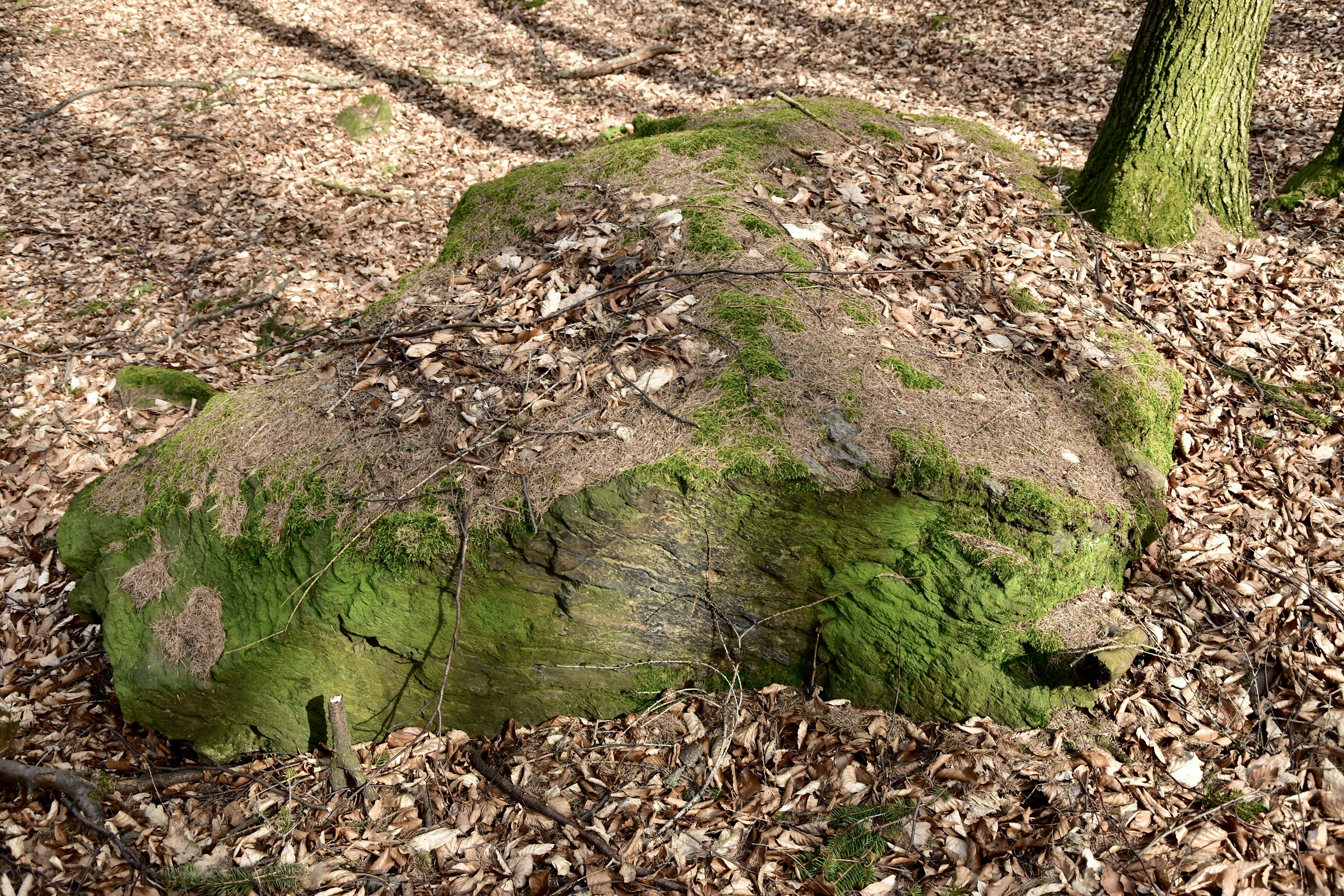
Romanowskie Skałki

Romanowskie Skałki – zbudowane z dewońskich (paleozoik) skał metamorficznych zwanych łupkami syllimenitowo-kwarcowo-skaleniowymi. Znajdują się one kilkaset metrów na północny wschód od skrzyżowania dróg w Romanowie, przy czerwonym szlaku i zajmują obszar ok. 100 m². Mimo ich małej spektakularności w porównaniu z formami występującymi w Karkonoszach czy Górach Izerskich, są warte uwagi, jako nieliczny przykład tego typu form na Przedgórzu Sudeckim.

## Położenie

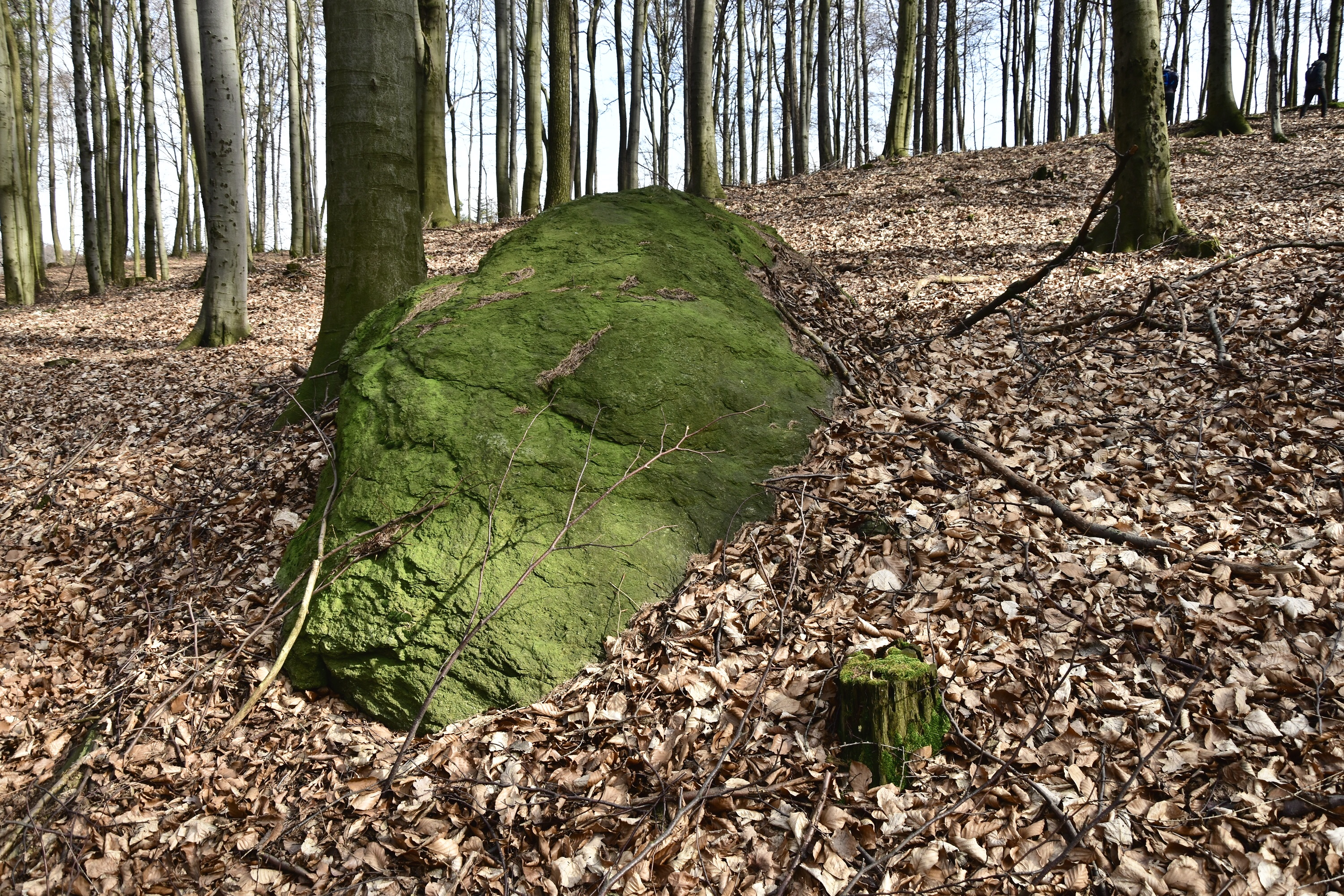
Romanowskie Skałki

Romanowskie Skałki znajdują się na obszarze Wzgórz Niemczańsko-Strzelińskich. Jest to mezoregion wchodzący w skład Przedgórza Sudeckiego, zajmuje obszar około 1140 km². Stanowiące go niewysokie wzniesienia pooddzielane są między sobą szerokimi obniżeniami, to sprawia, że wyraźnie wyodrębniają się w otaczającym terenie.

## Litologia
Są to średnio- do grubokrystalicznych skał o widocznej oddzielności łupkowej. Mają barwę kremową i buduje je głównie kwarc z niewielką domieszką jasnego łyszczyku oraz sillimanitu.

## Opis geomorfologiczny
Romanowskie Skałki powstały na podstawie stworzonej przez skały metamorficzne, cechującej się bardziej nieregularnym systemem spękań niż w przypadku skał magmowych. To sprawia, że widoczne na powierzchni skałki mają mniej regularne kształty i to stanowi o ich odmienności od form możliwych do zaobserwowania w Karkonoszach.